# الاتحاد الديمقراطي الكاميروني
الاتحاد الديمقراطي الكاميروني (بالفرنسية: Union Démocratique du Cameroun) وهو أكبر حزب في الكاميرون أسسه أمادو ندام نجويا، وهو وزير التعليم الوطني في حكومة أحمدو أهيجو، وذلك في 26 أبريل 1991.
قاطع الحزب الانتخابات البرلمانية التي جرت في مارس 1992، إلى جانب الجبهة الديمقراطية الاجتماعية (SDF) بسبب فشل الحكومة في تلبية مطالب المعارضة، والتي شملت إنشاء لجنة انتخابية مستقلة للإشراف على الانتخابات.